# Radhakrishnaïta
La radhakrishnaïta és un mineral de la classe dels halurs. Rep el seu nom del geòleg indi Bangalore Puttaiya Radhakrishnan.

## Característiques
La radhakrishnaïta és un halur de fórmula química PbTe₃(Cl,S)₂. Cristal·litza en el sistema tetragonal. Es troba en agregats en forma de flama i filons, d'uns 20 micròmetres, i fent intercreixements amb altres tel·lururs i sulfurs.
Segons la classificació de Nickel-Strunz, la radhakrishnaïta pertany a «03.AA - Halurs simples, sense H₂O, amb proporció M:X = 1:1, 2:3, 3:5, etc.» juntament amb els següents minerals: marshita, miersita, nantokita, UM1999-11:I:CuS, tocornalita, iodargirita, bromargirita, clorargirita, carobbiïta, griceïta, halita, silvina, vil·liaumita, salmiac, UM1998-03-Cl:Tl, lafossaïta, calomelans, kuzminita, moschelita, neighborita, clorocalcita, kolarita, challacolloïta i hephaistosita.

## Formació i jaciments
És un mineral d'origen primari, que es troba en filons hidrotermals d'or i quars que contenen sulfurs i selenurs. Sol trobar-se associada a altres minerals com: galena, altaïta, cotunnita, radhakrishnaïta, volynskita, hessita, pirrotina, calcopirita, ullmannita o hawleyita. Va ser descoberta l'any 1985 a Champion lode, Kolar Gold Fields (Districte de Kolar, Karnataka, Índia). També se n'ha trobat al jaciment d'or i tel·luri de Dongping (Hebei, República Popular de la Xina).